# Radiomodulator
Radiomodulatoren (englisch chemical modifiers of radiation response) sind Wirkstoffe, die bei der Strahlentherapie zur Anwendung kommen können und nach ihrer Verabreichung die Wirkung ionisierender Strahlung auf Körpergewebe gezielt beeinflussen. Sie können dabei entweder die Strahlungempfindlichkeit von bösartigen Zellen (Krebs) erhöhen (Radiosensitizer) oder die Strahlungempfindlichkeit des Normalgewebes reduzieren (Radioprotektoren).
Die Radiomodulatoren werden in folgende Gruppen eingeteilt:
- Zytostatika mit radiosensibilisierender Wirkung
  - klassische Zytostatika, wie beispielsweise Cisplatin, 5-Fluoruracil, Vindesin, Hydroxyharnstoff, Doxorubicin oder Actinomycin D
  - bioreduktive Substanzen, die im hypoxischen Milieu zytotoxisch wirken, wie beispielsweise Mitomycin C, Porfiromycin oder Tirapazamin.
- Echte Radiosensitizer
- Antiproliferative Substanzen mit Einfluss auf die Signaltransduktion, Farnesyltransferasehemmung (Anti-EGF, Tyrosinkinase-Inhibitor)
- Biologische (körpereigene) Substanzen wie Interferone,[2] Interleukin-2 oder Gestagene
- Antiangiogene Substanzen
  - Angiogenesehemmer
  - VEGF-Blocker
  - Matrix-Metalloprotease-Inhibitoren
- Medikamente die die Blutzirkulation verändern, wie beispielsweise Nicotinamid oder Efaproxiral[3], Krebsimmuntherapien oder Apoptoseinduktoren
- Radioprotektoren, wie beispielsweise Amifostin,[4] Serotonin,[5] Melatonin[6] oder Pyridoxin[7]

Die meisten Radiomodulatoren haben noch keine Zulassung als Arzneimittel. Einige Wirkstoffe sind für andere Indikationen zugelassen.